# Odaxelagnia

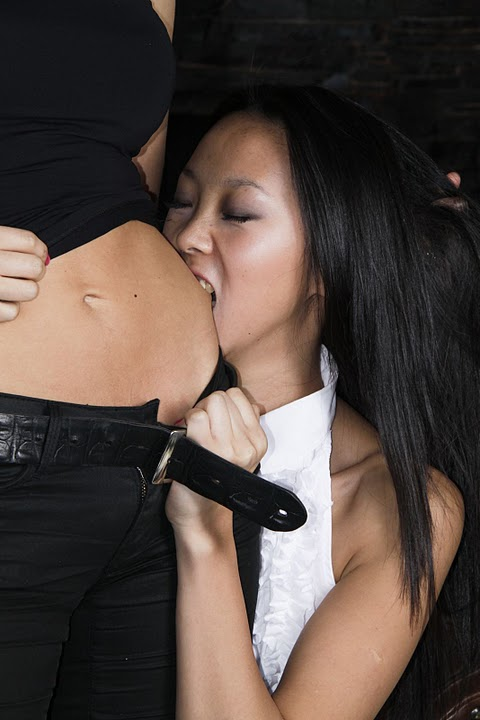
Uma mulher mordendo o corpo de outra mulher.

Odaxelagnia é uma parafilia que envolve o desejo sexual em morder ou ser mordido. Odaxelagnia pode ser considerada uma forma leve de sadomasoquismo e a força aplicada na mordida depende do nível de tolerância à dor da pessoa envolvida. As mordidas podem ocorrer em qualquer parte do corpo, como pescoço, orelhas, lábios, costas, mamilos, nádegas, genitais, coxas, entre outros.
Num estudo feito por Alfred Kinsey, ele reportou que aproximadamente metade de todas as pessoas pesquisadas já tiveram excitação sexual ao serem mordidas. A Odaxelagnia às vezes é associada com o vampirismo, mas não necessariamente envolve o derramamento de sangue.